# Dmytro Ryżuk
Dmytro Jurijowycz Ryżuk, ukr. Дмитро Юрійович Рижук (ur. 5 kwietnia 1992 w Kijowie) – ukraiński piłkarz, grający na pozycji obrońcy.

## Kariera piłkarska

### Kariera klubowa
Wychowanek Szkoły Piłkarskiej Dynamo Kijów, barwy którego bronił w juniorskich mistrzostwach Ukrainy (DJuFL). 22 maja 2009 rozpoczął karierę piłkarską w drużynie rezerw kijowskiego klubu. Potem występował w składzie drugiej drużyny Dynama. 2 marca 2015 został wypożyczony do Metalista Charków. 16 sierpnia 2016 został piłkarzem izraelskiego Hapoelu Akka. Latem 2017 przeniósł się do Hapoelu Afula. 17 lipca 2018 przeszedł do Czornomorca Odessa. 5 grudnia 2019 opuścił odeski klub.

### Kariera reprezentacyjna
Od 2007 broni barw juniorskiej reprezentacji Ukrainy U-17 oraz U-19. W 2012 debiutował w młodzieżowej reprezentacji Ukrainy.